# 汉斯·克里斯蒂安·革兰
汉斯·克里斯蒂安·革兰（丹麥語：Hans Christian Gram，1853年9月13日—1938年11月14日），丹麦细菌学家。革兰氏染色法的发明人。

## 生平
1853年9月13日，革兰生于丹麦首都哥本哈根。早年在哥本哈根大学学习植物学。1878年，转入医学院；1883年毕业。1884年，革兰在柏林期间发明了革兰氏染色法。